# FIXED STAR
「FIXED STAR」（フィックスト・スター）は、川田まみの13枚目のシングル。2013年2月20日にジェネオン・ユニバーサルから発売された。

## 概要
通常盤のみのリリース。本曲は、アニメ映画『劇場版 とある魔術の禁書目録 -エンデュミオンの奇蹟-』のエンディングテーマとして使用される。また、同月13日に先行発売されるベストアルバム『MAMI KAWADA BEST BIRTH』にも収録されるため、同作からのシングルカットとなる。カップリング曲は、PS Vita用ゲーム『迷宮クロスブラッド インフィニティ』のタイトルテーマソングに起用された。なお、川田のシングル作品において、A面とカップリングが別作品へのタイアップとなるのは、今作が初である。

## 収録曲
1. FIXED STAR [3:51][1]
  - 作詞：川田まみ／作曲：中沢伴行／編曲：中沢伴行、尾崎武士
  - アニメ映画『劇場版 とある魔術の禁書目録 -エンデュミオンの奇蹟-』エンディングテーマ
2. intersection [3:37][1]
  - 作詞：川田まみ／作曲：尾崎武士／編曲：尾崎武士、中沢伴行
  - PS Vita用ゲーム『迷宮クロスブラッド インフィニティ』テーマソング
3. FIXED STAR（Instrumental）
4. intersection（Instrumental）